# N.Kawnpui
N.Kawnpui là một thị trấn thống kê (census town) của quận Kolasib thuộc bang Mizoram, Ấn Độ.

## Nhân khẩu
Theo điều tra dân số năm 2001 của Ấn Độ, N.Kawnpui có dân số 6328 người. Phái nam chiếm 50% tổng số dân và phái nữ chiếm 50%. N.Kawnpui có tỷ lệ 83% biết đọc biết viết, cao hơn tỷ lệ trung bình toàn quốc là 59,5%: tỷ lệ cho phái nam là 84%, và tỷ lệ cho phái nữ là 82%. Tại N.Kawnpui, 15% dân số nhỏ hơn 6 tuổi.